# Aïcha Filali
Aïcha Filali (arabe : عائشة الفيلالي), née en 1956 à Tunis, est une plasticienne tunisienne.

## Biographie
Elle étudie à l'université de Tunis, y obtenant un doctorat en esthétique et sciences de l'art en 1984 et une habilitation universitaire en 1996.
Elle devient ensuite maître de conférences à l'Institut supérieur des beaux-arts de Tunis. Elle dirige par ailleurs le Centre des arts vivants de Radès.
Elle est lauréate du prix Unesco de l'artisanat pour la région arabe en 1994. 
Elle est la nièce de l'artiste Safia Farhat.

## Œuvre
Aïcha Filali pratique la sculpture et les arts plastiques et présente ses œuvres à l'occasion d'expositions personnelles à partir de 1984, portant notamment sur le design en relation avec le patrimoine ou sur la critique sociale, et d'expositions collectives en Tunisie et à l'étranger.
Elle a également réalisé neuf timbres pour la Poste tunisienne entre 1979 et 1985.

## Publications
- Mémoire de terre, Tunis, MIM, 1995, 110 p.
- Fragments odorants, Tunis, MIM, 2001, 218 p.
- Yahia Turki, le père de la peinture tunisienne, Tunis, Cérès, coll. « Peinture », 2003, 200 p. (ISBN 978-9973-19-570-8).
- Safia Farhat, une biographie, Tunis, MIM, 2005, 285 p. (ISBN 9973-51-873-X).Prix du CREDIF de la création littéraire
- Ana/Chroniques (préf. Ali Louati), Tunis, Sud Éditions, 2015, 80 p. (ISBN 978-9938-01-084-8).

## Décorations
- Officier de l'ordre de la République (Tunisie, 13 août 2020)[6].